# باربرا كوك
باربرا كوك (بالإنجليزية: Barbara Cook)‏ هي مغنية وممثلة أمريكية، ولدت في 25 أكتوبر 1927 في أتلانتا في الولايات المتحدة، وتوفيت في 8 أغسطس 2017 في مانهاتن في الولايات المتحدة بسبب فشل تنفسي. من الجوائز التي نالتها مركز كينيدي الثقافي سنة 1955 سنة 1958 سنة 1987.

## أعمال

### أفلام
- لينا الصغيرة

## جوائز
- مركز كينيدي الثقافي
- جائزة المسرح العالمي (1955)
- جائزة توني لأفضل ممثلة في مسرحية موسيقية [الإنجليزية]‏ (1958)
- Drama Desk Award for Outstanding Solo Performance [الإنجليزية]‏ (1987)

## وصلات خارجية
- الموقع الرسمي
- باربرا كوك على موقع IMDb (الإنجليزية)
- باربرا كوك على موقع روتن توميتوز (الإنجليزية)
- باربرا كوك على موقع ميوزك برينز (الإنجليزية)
- باربرا كوك على موقع أول موفي (الإنجليزية)
- باربرا كوك على موقع قاعدة بيانات برودواي على الإنترنت (الإنجليزية)
- باربرا كوك على موقع إن إن دي بي (الإنجليزية)
- باربرا كوك على موقع أول ميوزيك (الإنجليزية)
- باربرا كوك على موقع ديسكوغز (الإنجليزية)
- باربرا كوك على موقع قاعدة بيانات الفيلم (الإنجليزية)
- باربرا كوك على موقع كينوبويسك (الروسية)